# Novi Sad
Novi Sad grad je na lijevoj obali Dunava u Srbiji, upravno sjedište Autonomne pokrajine Vojvodine. Pored užega dijela i od Novoga Sada 5 – 6 km udaljena naselja Futog, pod dijelove grada se svrstavaju i mjesta na desnoj obali Dunava, Srijemska Kamenica i Petrovaradin, ali i 12 naselja, koja se svrstavaju kao širi dio grada.
Novi Sad predstavlja upravno, gospodarsko, kulturno, prometno i znanstveno središte Autonomne pokrajine Vojvodine. S 306.702 stanovnika u naselju Novi Sad i 368.967 u širem urbanom području koje uz sam grad uključuje i naselja Petrovaradin, Srijemsku Kamenicu i Futog, drugi je grad po broju stanovnika u Srbiji nakon Beograda.

## Upravna podjela
Većim dijelom i izvorno je u Bačkoj. Zbog pripajanja aglomeraciji Novom Sadu, u njega su ušli i Srijemska Kamenica i Petrovaradin, koji su u Srijemu. Novi Sad nalazi se u Južnobačkom okrugu.

## Povijest
Novi Sad se prvi put spominje u pisanim dokumentima 1640. godine, kao naselje oko mostobrana na bačkoj strani Dunava, preko puta znamenite Petrovaradinske tvrđave, pod nazivom Racka varoš odnosno Ratzenstadt (od mađarskog imena za južne Slavene Rasi ili Raci prema staroj srpskoj srednjovjekovnoj državi i gradu Ras). Službeno je uveden u katastar kao naselje 1694. godine. Nastao je kao pomoćno naselje Petrovaradinskom Šancu gdje su bili smješteni vojska, graničari i trgovci. Naseljavali su ga pretežno Srbi, Nijemci, Židovi, Mađari, Armenci i Grci, a iz najranijeg sačuvanog popisa za kojeg se zna se može prepoznati i hrvatske imena i prezimena. Prostor Racke varoši prostirao se od današnje ulice Jovanovića Zmaja preko Pašićeve do zgrade Matice srpske. Drugi dio od kojeg je nastao današnji Novi Sad jest Hrvatsko Selo (Kroatendorf). Nalazio se kod današnjeg Urbisa/Informatike i studentskih domova. Najstariji zemljovid koji prikazuje Racku varoš i Hrvatsko Selo jest stari zemljovid Petrovaradinske tvrđave koji prikazuje bojište iz 1716., bitku na Vezircu. Grafika prikazuje i lijevu stranu Dunava, stari Novi Sad. Na slici se vidi da je Petrovaradin povezan s bačkom stranom dvama mostovima. Prvi je na mjestu gdje je današnja Varadinska duga. Preko ovog mosta koji je vodio kroz mostobran izravno se ulazilo u Srpsku varoš, ali opet preko jednog malog mostića, jer je iza Hrvatskog Sela bila šira suha greda koja se protezala prema istoku duž Dunava sve do Kaća. Na sjevernoj strani te suhe grede širila se velika močvara koja se prema Rackoj varoši znatno sužavala. 
Preko te močvare je u varoš vodio manji mostić. Drugi je most preko Dunava nešto poviše, s Petrovardinske strane otprilike na mjestu bivše pivovare. Ondje je bila i jedna ulica koja se nosila ime Švapsko selo. Idući dalje na bačku stranu putem koji vodi preko mosta od Švapskog sela ide se naselje kojeg danas više nema. To je Hrvatsko Selo u kojem su bile dvije ulice. Nalazilo se malo dalje od dunavske obale, otprilike na mjestu gdje su danas porušeni stubovi željezničkog mosta i bulevar cara Lazara.
Godine 1748. bogati građani Racke varoši odlaze u Beč, gdje za 80.000 rajnskih forinti kupuju od carice Marije Terezije status slobodnog kraljevskog grada. Ona tim povodom, 1. veljače 1748. (što je od 1996. i službeni Dan Grada) izdaje uredbu koja kaže:
Mi Marija Terezija, Božjom milošću carica rimska a kraljica Ugarske, Češke, Dalmacije, Hrvatske, Slavonije, Rame, Srbije, Galicije, Lodomerije itd. itd. dajemo glasom ovoga pismena na znanje svakome, koga se tiče.

[...]

...da taj toliko puta spominjani naš Petrovaradinski kameralni grad, koji leži na drugoj strani Dunava u bačkoj županiji na zemljištu Sajlovo, silom naše kraljevske moći i ugleda iz ranije navedenih razloga [...] učinimo svojim slobodnim kraljevskim gradom i da ga uvrstimo, primimo i upišemo u broj, krug i red ostalih naših slobodnih kraljevskih gradova našeg kraljevstva Ugarske tako i naših nasljednih zemalja, ukidajući mu dosadašnje ime Petrovaradinski Šanac, nađosmo za dobro da se ubuduće zove i da mu naslov bude Neoplanta, mađarski Uj-Videgh, njemački pak Ney-Satz.
Novi Sad uskoro postaje središte trgovine na Dunavu u južnoj Ugarskoj i najznačajniji kulturni i prosvjetiteljski centar Srba u Ugarskoj, zbog čega dobiva i danas često korišten naziv Srpska Atena. U njemu je osnovano Srpsko narodno pozorište 1861., najstarije srpsko profesionalno kazalište, a također je postao i sjedište nedugo prije toga u Budimpešti osnovane Matice srpske. 
U 19. stoljeću postaje važno trgovačko mjesto, zbog svog položaja na rijeci Dunav i na prirodnoj granici između Bačke i Srijema. Novi Sad nalazi se u Vojvodini, koja je bila najrazvijenija poljoprivredna regija u nekadašnjoj Kraljevini Jugoslaviji. Stoga je 1923. postao dom prve poljoprivredne izložbe u zemlji, koja je kasnije 1930. postala međunarodna i poznata danas kao Novosadski sajam.
1918. godine Novi Sad postaje dijelom Kraljevstva Srba, Hrvata i Slovenaca, a promjenom Ustava 1929. godine i glavni grad Dunavske banovine. Tijekom II. svjetskog rata njime upravljaju fašisti mađarske hortijevske vojske i u tom razdoblju dolazi do velikog stradanja kako srpskog i židovskog, tako i drugog stanovništva, uključujući i Nijemce i Mađare. Oslobođen je od okupatorske vlasti 23. listopada 1944. godine. U SFRJ postaje glavni grad AP Vojvodine kao i njen najrazvijeniji grad. Prema popisu iz 2011. godine na teritoriju grada živi oko 231.798 stanovnika, a na teritoriju cijele općine Novi Sad 341.625.
Novi Sad se može podičiti raznolikim značajnim građevinama, kao što su Gradska kuća iz 19. stoljeća, župna crkva Imena Marijina (popularno zvana katedrala) sagrađena 1896. godine, Saborna crkva i Vladičanski dvor Bačke episkopije Srpske pravoslavne crkve iz 19. st., druga po veličini sinagoga u Europi (nakon budimpeštanske) iz 1905., zgrada Izvršnog vijeća (bivše Banovine) iz 1936. arhitekta Dragiše Brašovana, zgrada Matice srpske (dar Marije Trandafil). Među spomenicima je najznačajniji spomenik gradonačelniku Novog Sada Svetozaru Miletiću ispred Gradske kuće, rad Ivana Meštrovića iz 1936., zatim spomenik žrtvama novosadske racije na Keju žrtava racije, rad Jove Soldatovića i mnogi drugi.
Urušavanje nadstrešnice željezničkog kolodvora Novi Sad nesreća je koja se dogodila 1. studenog 2024. godine oko 11:50 sati na željezničkom kolodvoru Novi Sad, kada se urušila nadstrešnica iznad glavnog ulaza. Poginulo je 15 osoba, uključujući troje djece, a 2 osobe su ozlijeđene. Tri mlade osobe su teško ozlijeđene i nalaze se u životnoj opasnosti. Od identificiranih žrtava, osmero su državljani Srbije, a jedna je osoba iz Sjeverne Makedonije. Prosvjedi protiv korupcije u Srbiji započeli su u studenom 2024. godine. Tragedija je izazvala val nezadovoljstva zbog sumnji u korupciju tijekom obnove kolodvora i navodno otvaranje bez građevinske dozvole.

## Zemljopis

#### Položaj
Grad Novi Sad se nalazi na 45°20′0″N 19°51′0″E / 45.33333°N 19.85000°E, u središnjem dijelu pokrajne Vojvodine, na sjeveru Srbije, na granici Bačke i Srijema.
Novi Sad se nalazi na lijevoj obali Dunava između (1.252 i 1.262 kilometra toka rijeke). S lijeve strane rijeke se nalazi ravničarski kraj - Bačka, s desne brdoviti kraj, na obroncima Fruške Gore - Srijem. Nadmorska visina, s Bačke strane je od 72 do 80 m, dok sa Srijemske strane nadmorska visina doseže do oko 250-350 metara. S lijeve strane Dunava se ulijeva mali kanal, koji je dio sustava kanala Dunav – Tisa – Dunav.

#### Klima
Klima u Novom Sadu prelazi iz umjereno kontinentalne u kontinentalnu, tako da grad ima sva četiri godišnja doba. Tijekom jeseni i zime zna puhati hladan vjetar, košava, koji obično traje od tri do sedam dana. Košava može tijekom zime stvoriti nanose snijega tijekom vijavica i mećava. Prosječna temperatura zraka u gradu 10,9°C, srednja temperatura u siječnju je –1°C, dok je u srpnju 21,6°C. Godišnje padne 578 mm², broj dana s padalinama je 122.
| | sij. | velj. | ožu. | trav. | svi. | lip. | srp. | kol. | ruj. | lis. | stu. | pro. | godišnje |
| --- | ---- | ----- | ---- | ----- | ---- | ---- | ---- | ---- | ---- | ---- | ---- | ---- | -------- |
| Sr. maksimalne dnevne temperature (°C)                                                                                            | 2,5  | 5,7   | 11,5 | 17,2  | 22,5 | 25,2 | 27,2 | 27,2 | 23,7 | 18,0 | 10,3 | 4,5  | 16,3     |
| Sr. minimalne dnevne temperature (°C)                                                                                             | -4,4 | -2,3  | 1,2  | 5,8   | 10,6 | 13,6 | 14,7 | 14,2 | 11,2 | 6,3  | 2,2  | -1,9 | 5,9      |
| Sr. mjesečni zbroj (u mm) | 38   | 35    | 41   | 47    | 57   | 82   | 61   | 55   | 36   | 35   | 46   | 44   | 578      |
| Izvor: Republičku Državni Hidrometeorološki zavod Srbije Arhivirana inačica izvorne stranice od 29. rujna 2006. (Wayback Machine) |      |       |      |       |      |      |      |      |      |      |      |      |          |

## Stanovništvo
Prostor Novog Sada je kroz povijest bio privlačan za naseljavanje zbog svog zemljopisnog položaja. Porast stanovništva u cijelom poslijeratnom razdoblju, koji je u pojedinim razdobljima bio vrlo intenzivan, pri čemu je na porast stanovništva utjecao mehanički priljev nego prirodni priraštaj. Najintenzivniji demografski porast, Novi Sad je ostvario u razdoblju od 1961. – 1971. godine kada je ostvaren porast stanovništva za oko 37%. Najveći dio doseljenog stanovništva grada potječe s područja Vojvodine (56,2%), zatim s područja Bosne i Hercegovine (15,3%) i Uže Srbije (11,7%).
Po popisu stanovništva iz 2011. grad Novi Sad ima 231.798 stanovnika u samom urbanom naselju, a uz obližnji Futog koji je ruralnog karaktera i broji 18.641, broj stanovnika ide do 250.439. Kada se dodaju i naselja Petrovaradin i Srijemska Kamenica, stanovništvo iznosi 277.522 dok cijela općina koja pored Novog Sada obuhvaća mnoga druga naselja koja ne čine urbanu cjelinu s gradom ima 341.625 stanovnika. Etnička struktura općine čija površina iznosi 702,7 km2 je sljedeća: 
| Nacionalnost                                                             | Broj pripadnika  |
| ------------------------------------------------------------------------ | ---------------- |
| Srbi                                                                     | 269.117 (78,77%) |
| Mađari                                                                   | 13.272 (3,88%)   |
| Slovaci                                                                  | 6.596 (1,93%)    |
| Hrvati                                                                   | 5.335 (1,56%)    |
| Romi                                                                     | 3.636 (1,06%)    |
| Ostali (neizjašnjeni, regionalno izjašnjeni i oni s udjelom manjim od 1% | 43.669 (12,8%)   |

Prema popisu stanovništva iz 2002. godine, općina je imala 299.294 stanovnika, od kojih je: Srbi (75,50%), Mađari (5,24%), Jugoslaveni (3,17%), Slovaci (2,41%), Hrvati (2,09%), Crnogorci (1,68%) i ostali.
U 13 prigradskih naselja oko Novog Sada živi 88.502 stanovnika (22,1% od ukupnog broja stanovnika grada), najveća naselja su Veternik (18.444) i Futog (20.575). Okolna naselja u susjednim općinama Beočin, Srijemski Karlovci, Temerin i Bački Petrovac kojima živi oko 65.000 stanovnika, koji redovito migriraju u Novi Sad i koja su povezana redovnim gradskim autobusnim linijama s gradom.

### Hrvati u Novom Sadu
1991. je Novi Sad imao 3,3% Hrvata, a 2002. 2,09%. Iz najranijeg sačuvanog popisa Novog Sada, s kraja 17. stoljeća, da se razaznati i imena i prezimena Hrvata.
Novi Sad danas (po stanju od 15. prosinca 2002.) daje 2 elektora u Hrvatsko nacionalno vijeće Republike Srbije. 
U Novom Sadu djeluje "Hrvatski kulturni centar" i hrvatsko kulturno-umjetničko-prosvjetno društvo "Stanislav Preprek".

## Kultura
Novi Sad je kulturni centar Vojvodine. Od Turske okupacije Srbije i Balkana, Novi Sad kao slobodni kraljevski grad u Austro-Ugarskoj bio centar srpske kulture u osamnaestom i devetnaestom stoljeću; zbog čega je 1864. godine sjedište Matice Srpske koje je preseljeno iz Pešte u Novi Sad.
Grad je bio poznat kao Srpska Atena.
Danas se u gradu nalazi više ustanova kulture. Srpsko narodno kazalište, Kazalište mladih, koji imaju veliki ugled u Srbiji i regiji; knjižnica Marice Srpske s oko 3.000.000 publikacija, kao i mnogobrojne muzeji i galerije.
Od 2000. godine, početkom srpnja održava se EXIT, jedan od najvećih glazbenih festivala u Europi.
Grad je sveučilišni grad s državnim sveučilištem, kao i mnogobrojnim privatnim fakultetima i višim školama. Pored viših i visokih škola, na teritoriju Novog Sada se nalazi 51 državna osnovna i srednja škola: 36 osnovnih škola i 15 srednjih (11 strukovnih škola i 4 gimnazije).
U Novom Sadu izlaze dnevne novine Dnevnik.

## Znamenitosti
Spomenici:
- Kip Svetozara Miletića na glavnom gradstvom trgu
- Kip Jovan Jovanović Zmaj ispred Vladičanskog dvora
- Spomenik žrtvama novosadske racije na keju

Crkve:
- Župna crkva Imena Marijina u središtu grada
- Saborna Crkva
- Almaška Crkva
- Nikolajevska crkva
- Vladičanski dvor

Povijesni objekti:
- Gradska Sinagoga
- Gradska kuća
- Petrovaradinska tvrđava
- Matica srpska - s najvećom bibliotekom u Srbiji
- Beogradska kapija

Najznačajniji objekti u gradu:
- SPENS
- Novosadski sajam - Na Novosadskom sajmu se održava početkom svibnja najveći poljoprivredni sajam u Srbiji i čitavoj regiji.
- Najznačajnije ulice i trgovi: Trg Slobode, Zmaj Jovina ulica, Dunavska ulica, Trg Mladenaca, Jevrejska ulica, Željeznička ulica.
- Najznačajniji bulevari: Bulevar Oslobođenja, Bulevar Mihajla Pupina, Bulevar Cara Lazara, Bulevar Jaše Tomića, Bulevar Kralja Petra I, Bulevar Jovana Dučića, Bulevar Vojvode Stepe, Bulevar Kneza Miloša. Novi bulevari (Bulevar Evrope i Somborski bulevar) otvoreni su 2009. godine.

## Promet

#### Međugradski i inozemni promet
Novi Sad se nalazi 80 km sjevero-zapadno od Beograda i međunarodne zračne luke "Nikola Tesla" i 293 km južno od Budimpešte autoputom E-75. Svakodnevne željezničke linije za Beč, Budimpeštu, Kijev i Moskvu, kao i autobusne linije za Njemačku koje povezuju Novi Sad s Europskim gradovima. Također, Novi Sad se nalazi u neposrednoj blizini autoputa E-70 i željezničkim koridorom koji povezuje Beograd i Zagreb.
| Sjevero-zapad: Bački Petrovac, Osijek | Sjever: Vrbas, Subotica, Budimpešta   | Sjevero-istok: Zrenjanin    |
| Zapad: Bačka Palanka, Ilok, Vukovar   | Novi Sad                              | Istok: Titel                |
|                                       | Jug: Ruma, Srijemska Mitrovica, Šabac | Jugo-istok: Inđija, Beograd |

#### Gradski prijevoz
Gradom prometuju plavi gradski autobusi koje obavlja Javno gradsko saobraćajno preduzeće (JGSP Novi Sad). 
Pored gradskih naselja Gradsko prometno poduzeće redovitim linijama povezuje mjesta u općinama Beočin i Temerin, kao i Srijemske Karlovce.

## Galerija
- Bitka kod Petrovaradina 1716.
- Habsburgovci su zabranili Pravoslavcima naseljavanje katoličkog utvrđenog Petrovaradina. Takva politika natjerala je Srbe da formiraju naselje sa druge strane Dunava, "Racku varoš" grad koji je kasnije postao Novi Sad. Grad je slobodnim kraljevskim gradom proglasila Marija Terezija 1748. godine.
- Novi Sad 1900.
- Novi Sad poslije Prvog svjetskog rata.
- Spomen-ploča u čast prvom hrvatskom kralju Tomislavu na crkvi Sv. Jurja u Petrovaradinu
- Novi Sad 1941.

## Gradovi prijatelji
- Budva, Crna Gora (od 1996.)
- Dortmund, Njemačka (od 1982./1983.)
- Helioupolis, Grčka (od 1994.)
- Norwich, Ujedinjeno Kraljevstvo (od 1989.)
- Modena, Italija (od 1974.)
- Chang Chun, Narodna Republika Kina (od 1981.)
- Temišvar, Rumunjska (od 2005.)

## Gradski praznici
- 1. veljače (Dan grada) - Dan kada je 1748. proglašen slobodnim kraljevskim gradom. Povodom 1. veljače Skupština Grada dodjeljuje Februarsku nagradu za najznačajnija djela i dostignuća građana Novog Sada.

- 23. listopada (Dan oslobođenja od fašizma) – Dan kada je 1944. Novi Sad oslobođen od fašističke okupacije. Povodom 23. listopada Skupština Grada dodjeljuje Oktobarsku nagradu za izuzetne rezultate u radu i najviša dostignuća i ostvarenja u području gospodarstva, društvenih i drugih djelatnosti.

- 9. studenog - Dan kada je 1918. srpska vojska pod zapovjedništvom vojvode Petra Bojovića zauzela Novi Sad u I. svjetskom ratu.

- 25. studenog - Dan kada je 1918. godine Velika skupština Srba, Bunjevaca i drugih Slavena Banata, Bačke i Baranje donijela odluku o pripojenju Vojvodine Srbiji. Povodom ovog datuma, kao i povodom 9. studenog, Skupština Grada dodjeljuje Novembarsku povelju za najviša dostignuća u području društvenih djelatnosti.

## Poznate osobe
- Adalbert Adam Barić - pisac
- Bojan Pajtić - političar
- Đorđe Balašević - glazbenik
- Đuro Daničić - jezikoslovac
- Ivo Rogulja - hrvatski glumac
- Josip Jelačić - hrvatski ban
- Jovan Jovanović Zmaj - pisac
- Mileva Marić - Einstein - znanstvenica
- Monika Seleš - tenisačica
- Marija Omaljev-Grbić - hrvatska glumica
- Smiljka Bencet - hrvatska glumica
- Nikola Rađen - srpski vaterpolist
- Mira Banjac - srpska glumica
- Maja Gojković - odvjetnica, predsjednica Skupštine Srbije i bivša gradonačelnica Novog Sada
- Nataša Bekvalac - pjevačica
- Stojan Matavulj - glumac
- Dejan Marcikić - glumac i glazbenik
- Vladimir Tintor - glumac
- Dara Bubamara - pjevačica

## Poveznice
- Grb Novog Sada